# TMEM258
TMEM258 (англ. Transmembrane protein 258) – білок, який кодується однойменним геном, розташованим у людей на 11-й хромосомі. Довжина поліпептидного ланцюга білка становить 79 амінокислот, а молекулярна маса — 9 079.
| 10         |  | 20         |  | 30         |  | 40         |  | 50         |
| ---------- |  | ---------- |  | ---------- |  | ---------- |  | ---------- |
| MELEAMSRYT |  | SPVNPAVFPH |  | LTVVLLAIGM |  | FFTAWFFVYE |  | VTSTKYTRDI |
| YKELLISLVA |  | SLFMGFGVLF |  | LLLWVGIYV  |  |            |  |            |

A: Аланін

D: Аспарагінова кислота

E: Глутамінова кислота

F: Фенілаланін

G: Гліцин

H: Гістидин

I: Ізолейцин

K: Лізин

L: Лейцин

M: Метіонін

N: Аспарагін

P: Пролін

R: Аргінін

S: Серин

T: Треонін

V: Валін

W: Триптофан

Задіяний у такому біологічному процесі, як ацетилювання. 
Локалізований у мембрані, ендоплазматичному ретикулумі.